# Dan Fuller
Dan Fuller (* 13. März 1988 in Devizes) ist ein ehemaliger britischer Biathlet.

## Karriere
Dan Fuller wurde nach seinem Schulabschluss Soldat der Britischen Armee und gehörte dem 1 Royal Tank Regiment, für das er auch als Sportler antrat, an. Er gab sein internationales Debüt zu Beginn des IBU-Cups der Saison 2009/10 in Idre und wurde 156. und 127. zweier Sprintrennen. Danach dauerte es bis 2011, dass Fuller zu weiteren Einsätzen kam. Seine besten Resultate im regulären IBU-Cup erreichte er 2013 bei Rennen in Otepää, wo er 79. eines Einzels und 81. eines Sprints wurde. Einzige internationale Meisterschaften wurden die Europameisterschaften 2013 in Bansko, bei denen Fuller 63. des Einzels wurde und sich als 57. des Sprints für das Verfolgungsrennen qualifizierte, welches er aber nicht bestritt. In beiden Rennen schoss er vier Fehler. Am Staffelrennen konnte er nicht teilnehmen, da es nach verschiedenen wetterbedingten Verschiebungen ausfiel. Auch in den Saisons 2013/14 und 2014/15 startete der Brite im IBU-Cup, lief aber mit einer Ausnahme kein Mal in die besten 90 des Wettbewerbs.
National gewann Fuller 2011 bei den Britischen Meisterschaften mit der Mannschaft seines Regiments an der Seite von Stephen Hodson, Dave Scott und Paul Birmingham im Staffelrennen den Vizemeistertitel, in der Teamwertung wurde er mit ihnen Dritter. 2013 wurde er mit Paul Birmingham, Darran Bradley und Stephen Hodson Vizemeister in der Teamwertung, mit Rob Hollis, Henno Van-Vreden und Darran Bradley Dritter mit der Militärpatrouille.
Nach dem Sprintrennen in Ridnaun im Januar 2015 nahm Fuller an keinen weiteren Wettkämpfen mehr teil.